# Millstream River
Millstream River är ett vattendrag i Kanada.   Det ligger i provinsen New Brunswick, i den östra delen av landet, 800 km öster om huvudstaden Ottawa.
I omgivningarna runt Millstream River växer i huvudsak blandskog. Runt Millstream River är det glesbefolkat, med 10 invånare per kvadratkilometer.